# 免疫学
免疫学（めんえきがく、英語: immunology）とは、生体の持つ免疫機能の解明を目的とする学問分野のこと。

## 概要
主に、基礎医学・歯学・薬学・生物学、臨床医学による研究が行われている。免疫には生物が広く持つ自然免疫と、哺乳類や鳥類がもつ獲得免疫がある。
抗体の機能をになう免疫グロブリンの多様性の生成機能、B細胞、T細胞の抗原レセプターの多様性形成機構、リンパ球内でのシグナル伝達機構、リンパ球の発生・分化・成熟機構、細菌やウイルスなど病原体と生体の相互作用の解析、自己と非自己の識別機構の詳細など、対象は多岐にわたる。
過剰免疫応答による疾患（アレルギー、炎症性疾患等）や自己免疫疾患の病理と治療法の理解や、免疫機能の亢進による保存的治療法の研究、移植免疫学など、今日の医学における免疫学は臨床医学と密接な関わりを持つ。

## 歴史
人は古くから、一度かかった病に二度目はかからなかったり、二度目は軽い症状で済む場合があることを経験則的に知っていた。紀元前5世紀に記されたトゥキディデスの『戦史』ではアテナイの疫病について「二度なし」という言葉を用いて免疫について記した。
14世紀にはヨーロッパでペスト（黒死病）の流行が頻発し、キリスト教騎士や修道士が患者の手当てなどの慈善活動にあたっていた。慈善活動にあたっていたキリスト教騎士らの中にはペストにかかりながらも奇跡的に回復した者もいたが、彼らはその後ペスト患者と接していても二度と病にかかることがなかった。このような現象は、神のご加護によるものと信じられ、ローマ教皇から課役や課税を免除（im-munitas）され、のちのimmunity（免疫）の語源となった。
一方、天然痘でも免疫性が経験則的に知られており、西アジア、インド、中国などでは天然痘患者の膿を健康な人の皮膚に塗って免疫を得るという呪術的な方法が行われていた。この現象に注目したエドワード・ジェンナーは1798年に牛痘接種による天然痘ワクチン（種痘）を公式に発表し、ジェンナーは「近代免疫学の父」と呼ばれるようになった。
ジェンナーの天然痘ワクチンのメカニズムを科学的に分析したのがフランスの生化学者ルイ・パスツールであり、弱毒化した微生物の接種により免疫を得ることができることを解明した。
さらにエミール・アドルフ・フォン・ベーリングと北里柴三郎はワクチン接種により生体が獲得する免疫の正体が血中蛋白質である抗体によるものであることを突き止めた。また、ロシアのイリヤ・メチニコフは免疫の本質が血液中の食細胞と生体防御の双方の働きにあると考えた。
ジェンナーの種痘に始まった免疫学は現在幅広く発展し、生命現象を全体的に理解するために欠かせない学問となっている。現在では各種免疫疾患のメカニズム及び治療法の確立が問題である。